# X (jednostka długości)
X – pozaukładowa jednostka długości (oznaczenie xu) używana historycznie do pomiaru długości fali promieniowania rentgenowskiego i gamma. 1 X równa się w przybliżeniu 1,002 × 10−13 m.
Jednostka została zdefiniowana przez szwedzkiego fizyka Karla Manne Siegbahna w 1925 r. Bezpośredni pomiar tak małych długości nie był wówczas możliwy, więc zamiast tego definicja została oparta na wielkościach odstępów pomiędzy płaszczyznami krystalicznymi kryształów kalcytu, używanych w aparaturze pomiarowej. Jedna jednostka X została zdefiniowana jako 1/3029,04 odstępu pomiędzy 200 płaszczyznami kryształu kalcytu w temperaturze 18 °C
Inaczej definiowane i wzorcowane jednostki X to:
- miedziana jednostka x (oznaczenie xu(CuKα1)) jest wzorcowana poprzez ustalenie długości promieniowania charakterystycznego linii Kα1 atomu miedzi jako wartość równą 1537,400 xu. W rezultacie wartość jednostki xu=1,002 077 89×10−13 ± 7,0×10−20m.
- molibdenowa jednostka x (oznaczenie xu(MoKα1)) jest wzorcowana na linii Kα1 atomu molibdenu do wartości 707,831 xu. Daje to wartość jednostki xu=1,002 099 38×10−13 ± 7,0×10−20m.

Karl Manne Siegbahn zamierzał utworzyć jednostkę o dokładnej mierze 10−13 metra jednak jednostka X nie jest dokładnie równa tej podwielokrotności metra. Ku pamięci fizyka, jednostkę X nazywano także siegbahnem.
Po 1965 jednostki X zaczęły być zastępowane angstremami.